# 81st Street – Museum of Natural History
81st Street – Museum of Natural History – stacja metra nowojorskiego, na linii A, B i C. Znajduje się w dzielnicy Manhattan, w Nowym Jorku i zlokalizowana jest pomiędzy stacjami 86th Street i 72nd Street. Została otwarta 10 września 1932.